# Margie Freed
Margaret „Margie“ Freed (* 10. November 1997 in Denver, Colorado) ist eine US-amerikanische Skilangläuferin und Biathletin. Sie gewann 2023 ein Rennen im Rahmen der US Super Tour und gab in der Saison 2023/24 sowohl im Biathlon als auch im Skilanglauf ihr Weltcupdebüt.

## Werdegang
Margie Freed wuchs in Apple Valley, Minnesota auf und spielte in ihrer Kindheit zunächst hauptsächlich Fußball. Nachdem ihre ältere Schwester während ihrer Zeit an der Middle School das Skilanglaufen angefangen hatte, begann Freed in der sechsten Klasse ebenfalls mit dieser Sportart. In ihrer Jugend betrieb sie neben dem Langlauf außerdem auch Leichtathletik und Crosslauf. Freed studierte in den folgenden Jahren Geschäftsanalytik an der University of Vermont und gehörte während ihres Studiums dem Skilanglaufteam der Universität an, wobei sie dort nicht mit besonderen Ergebnissen zu überzeugen wusste. 2020 schloss sich Freed dem Craftsbury Green Racing Project an und lebt und trainiert seither in Vermont.

### Skilanglauf
Ihr Debüt bei einem FIS-Wettkampf gab Freed im Januar 2016 bei den US-amerikanischen Meisterschaften und klassierte sich bei gut 100 Startern im Mittelfeld. Nachdem sie im gleichen Winter an einigen FIS-Rennen teilgenommen hatte und unter anderem auch einen siebten Rang in einem 10-Kilometer-Massenstart erzielt hatte, nahm sie im Folgejahr erneut an nationalen Meisterschaften teil und belegte bei diesmal über 200 Teilnehmern Rang 73 über 10 Kilometer in der freien Technik. Im Januar 2018 startete die US-Amerikanerin erstmals im Skilanglauf-Nor-Am-Cup sowie wenig später auch beim US-Pendant, der US Super Tour, kam aber auch hier bei eher schwach besetzten Rennen nicht über das Mittelfeld hinaus. Nach einem Winter Wettkampfpause war sie in der Saison 2019/20 wieder am Start und erzielte als achte eines 5-Kilometer-Einzelstartwettkampfes in ihrer Heimat Craftsbury alsbald eine erste Top-10-Platzierung. Erstmals bei einem FIS-Rennen auf dem Podest stand Freed im März 2021, erneut in Craftsbury, dabei musste sie sich über 10 Kilometer Freistil nur Caitlin Patterson und Alexandra Lawson geschlagen geben. Im Winter 2021/22 steigerte sie sich dann enorm: Im Rahmen der SuperTour erzielte die 24-jährige konstant Top-10-Plätze, wobei als Bestresultate zwei fünfte Ränge zu Buche standen. Auch bei den nationalen Meisterschaften wusste sie zu überzeugen und erreichte im Massenstart ebenfalls Position fünf.
In der Saison 2022/23 gehörte Freed erneut zu den besten Athletinnen der Super Tour und belegte im Endklassement den vierten Rang. Dabei musste sie bis in den Januar warten, um auch auf dieser Ebene ihren ersten Podestplatz feiern zu können, dieser kam in Gestalt eines dritten Platzes beim 30-Kilometer-Massenstart von Hayward, Wisconsin. Wenig später feierte sie dann mit dem Erfolg beim 10-Kilometer-Einzelstart klassisch in Craftsbury auch ihren ersten Sieg, zudem gewann sie bei den US-Meisterschaften Bronze im Massenstart über 40 Kilometer. Noch einmal steigern konnte sich Freed in der Saison 2023/24, die sie mit gerade einmal zwei Punkten Abstand auf Alayna Sonnesyn als zweite beendete. Sie klassierte sich konstant unter den besten Zehn, erreichte insgesamt vier Podestplätze und gewann erneut einmal Bronze bei den nationalen Meisterschaften. Durch diese Ergebnisse bekam Freed im Februar 2024 einen Startplatz für die Weltcuprennen in Canmore sowie Minneapolis und erzielte in jedem der sechs Wettkämpfe Weltcuppunkte. Ihre höchste Platzierung erreichte sie dabei beim Massenstart über 15 Kilometer in Canmore, wo sie den 29. Rang belegte. Im Januar und März 2025 startete sie bei weiteren Super-Tour-Rennen und erreichte als Bestergebnis einen vierten Rang über 10 Kilometer Freistil in Lake Placid.

### Biathlon
Auf Anfrage des US-amerikanischen Verbandes, der seit einigen Jahren das Bestreben hat, auch mehr oder weniger etablierten Skilangläufern Biathlon näherzubringen, begann Freed 2022 mit dem Biathlonsport. Ihren ersten Wettkampf absolvierte sie im Dezember des Jahres bei Vorbereitungsrennen in Craftsbury und belegte in einem Kurzeinzel nach 14 Schießfehlern Rang zwölf. Ihr Debüt bei einem IBU-Wettkampf gab sie bei den Offenen Europameisterschaften im März 2023 und klassierte sich im Hinterfeld. Wesentlich erfolgreicher verliefen die darauffolgenden Rennen im IBU-Cup, bei denen Freed in Obertilliach einen 19., später in Canmore einen 22. Platz im Sprint belegte, obwohl sie einige Fehler schoss. Zu Beginn des Winters 2023/24 startete die US-Amerikanerin in Östersund erstmals im Biathlon-Weltcup, erreichte im Sprint Platz 75 und brachte Mixed- und Frauenstaffel jeweils als Schlussläuferin über die Ziellinie. Nachdem sie sich zunächst wieder auf den Langlauf konzentriert hatte, war Freed im letzten Trimester der Saison wieder Teil des Biathlonteams und erreichte bei ihrem Heimweltcup in Soldier Hollow als 32. des Sprints erstmals die Punkteränge eines Weltcuprennens.
Im Winter 2024/25 startete Freed zwar durchgehend im Weltcup, erreichte aber nur in Le Grand-Bornand die Top 60 und damit das Verfolgungsrennen. Auch ihre ersten Weltmeisterschaften endeten nach Platz 64 im Sprint und Rang 19 mit der Staffel eher enttäuschend.

## Statistiken

### Weltcupplatzierungen (Skilanglauf)
Die Tabelle zeigt die erreichten Platzierungen im Einzelnen.
- 1.–3. Platz: Anzahl der Podiumsplatzierungen
- Top 10: Anzahl der Platzierungen unter den ersten zehn
- Punkteränge: Anzahl der Platzierungen innerhalb der Punkteränge
- Starts: Anzahl gelaufener Rennen in der jeweiligen Disziplin
- Hinweis: Bei den Distanzrennen erfolgt die Einordnung gemäß FIS.

| Platzierung               | Distanzrennen a | Distanzrennen a | Distanzrennen a | Distanzrennen a | Distanzrennen a | Skiathlon Verfolgung | Sprint | Etappen- rennen b | Gesamt | Team   | Team    |
| Platzierung               | ≤ 5 km          | ≤ 10 km         | ≤ 15 km         | ≤ 30 km         | > 30 km         | Skiathlon Verfolgung | Sprint | Etappen- rennen b | Gesamt | Sprint | Staffel |
| ------------------------- | --------------- | --------------- | --------------- | --------------- | --------------- | -------------------- | ------ | ----------------- | ------ | ------ | ------- |
| 1. Platz                  |                 |                 |                 |                 |                 |                      |        |                   |        |        |         |
| 2. Platz                  |                 |                 |                 |                 |                 |                      |        |                   |        |        |         |
| 3. Platz                  |                 |                 |                 |                 |                 |                      |        |                   |        |        |         |
| Top 10                    |                 |                 |                 |                 |                 |                      |        |                   |        |        |         |
| Punkteränge               |                 | 1               | 1               | 1               |                 |                      | 3      |                   | 6      |        |         |
| Starts                    |                 | 1               | 1               | 1               |                 |                      | 3      |                   | 6      |        |         |
| Stand: Saisonende 2023/24 |                 |                 |                 |                 |                 |                      |        |                   |        |        |         |

### Weltcupwertungen (Skilanglauf)
Ergebnisse bei Weltcups (Disziplinen- und Gesamtweltcup) gemäß Punktesystem.
| Saison  | Sprint | Sprint | Distanz | Distanz | Gesamt | Gesamt |
| Saison  | Platz  | Punkte | Platz   | Punkte  | Platz  | Punkte |
| ------- | ------ | ------ | ------- | ------- | ------ | ------ |
| 2023/24 | 107.   | 11     | 71.     | 52      | 94.    | 63     |

### Siege bei Continental-Cup-Rennen
| Nr. | Datum         | Ort        | Disziplin                   | Serie         |
| --- | ------------- | ---------- | --------------------------- | ------------- |
| 1.  | 22. März 2023 | Craftsbury | 10 km klassisch Einzelstart | US Super Tour |

### Weltcupplatzierungen (Biathlon)
Die Tabelle zeigt alle Platzierungen (je nach Austragungsjahr einschließlich Olympische Spiele und Weltmeisterschaften).
- 1.–3. Platz: Anzahl der Podiumsplatzierungen
- Top 10: Anzahl der Platzierungen unter den ersten zehn (einschließlich Podium)
- Punkteränge: Anzahl der Platzierungen innerhalb der Punkteränge (einschließlich Podium und Top 10)
- Starts: Anzahl gelaufener Rennen in der jeweiligen Disziplin
- Staffel: inklusive Mixed- und Single-Mixed-Staffeln

| Platzierung               | Einzel | Sprint | Verfolgung | Massenstart | Staffel | Gesamt |
| ------------------------- | ------ | ------ | ---------- | ----------- | ------- | ------ |
| 1. Platz                  |        |        |            |             |         |        |
| 2. Platz                  |        |        |            |             |         |        |
| 3. Platz                  |        |        |            |             |         |        |
| Top 10                    |        |        |            |             |         |        |
| Punkteränge               |        | 1      |            |             | 10      | 11     |
| Starts                    | 3      | 6      | 2          |             | 10      | 21     |
| Stand: Saisonende 2024/25 |        |        |            |             |         |        |

### Weltcupwertungen (Biathlon)
Ergebnisse bei Weltcups (Disziplinen- und Gesamtweltcup) gemäß Punktesystem.
| Saison  | Einzel | Einzel | Sprint | Sprint | Verfolgung | Verfolgung | Massenstart | Massenstart | Gesamt | Gesamt |
| Saison  | Platz  | Punkte | Platz  | Punkte | Platz      | Punkte     | Platz       | Punkte      | Platz  | Punkte |
| ------- | ------ | ------ | ------ | ------ | ---------- | ---------- | ----------- | ----------- | ------ | ------ |
| 2023/24 | –      | –      | 75.    | 9      | –          | –          | –           | –           | 83.    | 9      |

### Biathlon-Weltmeisterschaften
Ergebnisse bei den Weltmeisterschaften:
| Weltmeisterschaften | Weltmeisterschaften | Einzelwettbewerbe | Einzelwettbewerbe | Einzelwettbewerbe | Einzelwettbewerbe | Staffelwettbewerbe | Staffelwettbewerbe | Staffelwettbewerbe |
| Jahr                | Ort                 | Einzel            | Sprint            | Verfolgung        | Massenstart       | Damenstaffel       | Mixedstaffel       | S.-M.-Staffel      |
| ------------------- | ------------------- | ----------------- | ----------------- | ----------------- | ----------------- | ------------------ | ------------------ | ------------------ |
| 2025                | Lenzerheide         | –                 | 64.               | –                 | –                 | 19.                | –                  | –                  |